# Valby Søndre Sogn
Valby Søndre Sogn er et sogn i Valby-Vanløse Provsti (Københavns Stift). Sognet ligger i Københavns Kommune (Region Hovedstaden).  I sognet ligger Margrethekirken og Johannes Døbers Kirke.
Sognet blev dannet 1. januar 2016 ved en sammenlægning af Margrethe Sogn og Johannes Døbers Sogn.